# Oleh Holossij
Oleh Mykolajowytsch Holossij (ukrainisch Олег Миколайович Голосій; * 31. Mai 1965 in Dnipro; † 18. Januar 1993 in Kiew) war ein ukrainischer Maler.

## Leben und Wirken
Oleh Holossij absolvierte die Kunstschule in Dnipro, die Werkstatt von Leonid Antoniuk (1984) und das Staatliche Kunstinstitut Kiew, Abteilung für Monumentalmalerei in Kiew (1990).
Anfang der 1990er Jahre war er neben anderen Künstlern, wie Walerija Trubina, Oleksandr Hnylyzkyj, Jurij Solomko und Natalija Filonenko Mitglied der Kiewer Künstlergemeinschaft Pariser Kommune (Parcommune), die von Oleksandr Solowjow kuratiert wurde. Holossij war einer der wichtigsten Vertreter der Neuen ukrainischen Welle, die in den letzten Sowjetjahren und den ersten Jahren der Unabhängigkeit der Ukraine entstand. Sein monumentales Werk Psychedelischer Angriff der blauen Kaninchen wurde in die Kelvingrove Art Gallery and Museum (Glasgow) aufgenommen.
Oleh Holossij starb  im Alter von 27 Jahren.
Das Werk des Künstlers lässt in zwei Perioden einteilen: die heroische Transavantgarde, in der er die Traditionen der Museumsmalerei von Piero della Francesca bis Francis Bacon aufgreift, und das so genannte postmediale Filmschaffen „Die Gaben des Kleptomanen“: schamlose Aneignung von allem, was dem Künstler vor die Augen kommt, meist spektakuläre Aufnahmen aus klassischen Filmen.

## Ausstellungen (Auswahl)
Einzelausstellungen:
- 2003 – Oleh Holossij. Nationales Kunstmuseum der Ukraine
- 2011 – Über den Eisbergen, Dnipro[5]
- 2019 – Oleg Holosiy. A Boy and a Comet, The naked room, Kiew[6]
- 2019 – Oleg Holosiy. Non-stop Painting, Kultur- und Museumskomplex Mystezkyj Arsenal, Kiew[7]

Gruppenausstellungen:
- 1992 – PostAnaesthesia. Dialog mit Kiew, Villa Stuck, München[8]
- 2015 – Borderline. Ukrainian Art 1985–2004, PinchukArtCentre[9]
- 2016 – Parcommune. Place. Community. Phenomenon, PinchukArtCentre[10]
- 2024 – Our Years, Our Words, Our Losses, Our Searches, Our Us, Jam Factory, Lwiw[11]